# کاواگوچی، سایتاما
کاواگوچی در استان سایتاما در کشور ژاپن  واقع شده‌است  که دارای جمعیت ۴۹۲٬۶۷۵ نفر و مساحت ۵۵٫۷۵ کیلومتر مربع با تراکم جمعیت ۸٬۸۳۷  نفر در کیلومترمربع است و در تاریخ ۱ آوریل ۱۹۳۳ به عنوان شهر شناخته شد.